# Sebastiania hexaptera
Sebastiania hexaptera là một loài thực vật có hoa trong họ Đại kích. Loài này được Urb. miêu tả khoa học đầu tiên năm 1902.